# Štěpita
La štěpita és un mineral de la classe dels fosfats. Rep el nom en honor de Josef Štěp (1863-1926), cap de les mines de l'estat a Jáchymov entre 1889 i 1924, qui va publicar el 1904 un estudi sobre l'aparició de minerals d'urani a la localitat txeca.

## Característiques
La štěpita és un arsenat de fórmula química U(AsO₃OH)₂·4H₂O. Va ser aprovada com a espècie vàlida per l'Associació Mineralògica Internacional l'any 2012, sent publicada per primera vegada el 2013. Cristal·litza en el sistema tetragonal. La seva duresa a l'escala de Mohs és 2.
L'exemplar que va servir per a determinar l'espècie, el que es coneix com a material tipus, es troba conservat a les col·leccions del departament de mineralogia i petrologia del Museu Nacional de Praga, a la República Txeca, amb el número de catàleg: 7/2011.

## Formació i jaciments
Va ser descoberta al filó Geschieber de la mina Svornost, situada a la localitat de Jáchymov, al districte de Karlovy Vary (Regió de Karlovy Vary, República Txeca), on es troba usualment en forma de crostes de cristalls tabulars o en agregats radials. Aquesta mina txeca és l'únic lloc a tot el planeta on ha estat descrita aquesta espècie mineral.